# Namon
Namon est une petite ville du Togo située dans la préfecture de Bassar, dans la région de la Kara

## Géographie
Namon est situé à environ 61 km de Kara.

## Vie économique
- Atelier ferblanterie

## Lieux publics
- École primaire